# 양산고등학교
양산고등학교(梁山高等學校)는 대한민국 경상남도 양산시 북부동에 있는 공립 고등학교이다.

## 학교 연혁
- 1939년 3월 31일 : 양산공립농업실수학교 설립인가
- 1951년 8월 31일 : 양산농업고등학교로 학칙변경
- 1973년 3월 1일 : 양산종합고등학교로 학칙변경
- 1987년 3월 1일 : 양산고등학교로 학칙변경
- 2012년 3월 1일 : 자율형 공립고 운영(2012.3.1.~2022.2.28.)
- 2023년 2월 7일 : 제79회 졸업장 수여식(졸업생 291명, 총 졸업생 15,976명)
- 2023년 3월 1일 : 제31대 문창경 교장 취임
- 2023년 3월 2일 : 제82회 입학식(신입생 327명 입학)

## 참고 자료
- 양산고등학교 - 한국교육학술정보원 학교알리미